# Томаш Бутта
Томаш Бутта (чеськ. Tomáš Butta; нар. 12 червня 1958, м. Прага, Чехословаччина) — патріарх Чехословацької гуситської церкви з 28 серпня 2006 (інтронізований; дата обрання — 23 серпня 2006).
Доктор богослов'я.

## Біографія
Томаш Бутта народився 12 червня 1958 р. в Празі. Після закінчення Гусового чехословацького богословського факультету в Празі був в 1984 р. висвячений на священика Чехословацької гуситської церкви і направлений служити до діоцезії Градець-Кралове.
В 1990—1993 рр. викладав релігію в початкових школах та в середній школі м. Турнов. В 1993 р. став директором та духівником Гуситського богословського колегіуму в Празі 3 — Жижков. Також служив на парафії Горні Почерніце в м. Прага. В 1993—1997 рр. навчався в аспірантурі Гуситського богословського факультету Карлового Університету, де займався практичним богослов'ям. В 1997 р. отримав титул «Доктор богослов'я». Від 1997 року працював у Празі, а в 2000 р. став науковим співробітником Гуситського богословського факультету Карлового Університету. В 1990—1999 рр. був членом літургічної комісії. В 1999 р. обраний генеральним секретарем VIII собору Чехословацької гуситської церкви.
На соборі 23 серпня 2006 р. був обраний восьмим патріархом Чехословацької гуситської церкви. Необхідну кількість голосів він отримав у першому турі.
28 серпня 2006 р. в храмі св. Миколая на Староміській площі в Празі отримав єпископську хіротонію і був інтронізований як патріарх. Собор 21 серпня 2013 переобрав його на наступну семирічну каденцію.
19 червня 2021 року був знову вибраний патріархом Чехословацької гуситської церкви.